# Tupinambarana
L'île Tupinambarana est une île baignée par des fleuves amazoniens (l'Amazone, le Rio Madeira, le Rio Sucundurí et le Rio Abacaxis), au Brésil. D'une superficie de 11,850 km2, elle est la 63e île mondiale par sa taille.
Cependant, des chenaux naturels ont séparé cette île en quatre morceaux, si bien que  de nos jours Tupinambarana n'est plus stricto-sensu qu'un groupe de quatre îles.

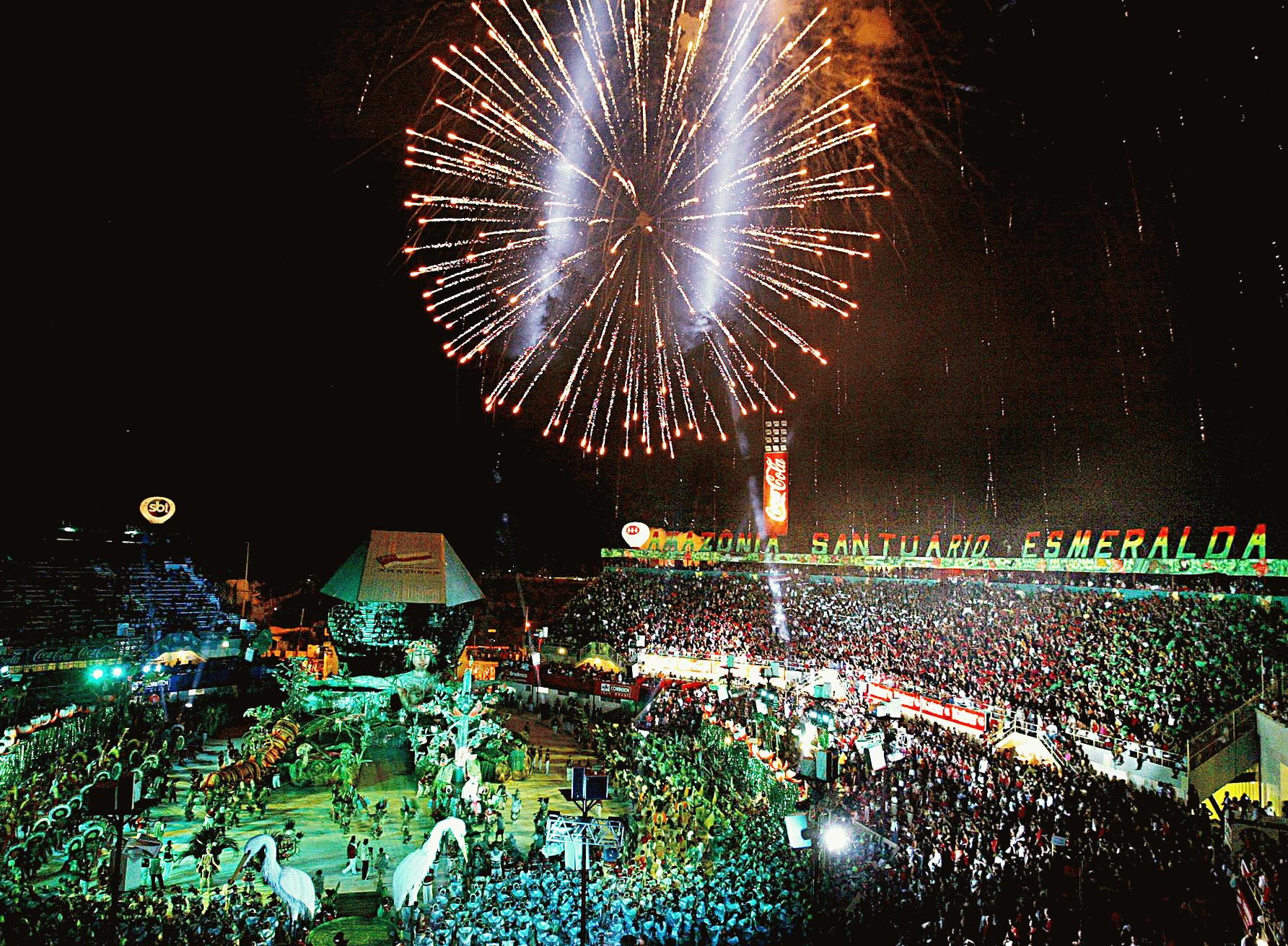
Le festival folklorique de Parintins.

Ces îles sont très largement boisées, et ne sont accessibles que par air ou par voie fluviale. La localité la plus importante est Parintins, célèbre par son festival folklorique de Bumba-meu-boi. On y trouve également les restes d'un village construit dans les années 1930 par les Japonais pour cultiver le jute.